# 2029年アジア冬季競技大会
2029年アジア冬季競技大会（2029ねんアジアとうききょうぎたいかい、X Asian Winter Games）は、2029年にサウジアラビアのネオムで開催される予定の第10回アジア冬季競技大会。中東でアジア冬季競技大会が開催されるのは史上初めてとなる。
大会のメイン会場としては、ネオム内の山岳リゾート「トロジェナ」が使われる予定だが、ネオム自体の開発進捗が遅れているため、開催を危ぶむ意見もある。